# عرين سلامة القدسي
عرين شوكت سلامة-قدسي، ولدت عام 1978، في مدينة الناصرة. هي باحثة وكاتبة. تخرّجت من  المدرسة الاكليريكية المطران في الناصرة. حصلت عرين على اللقب الاول والثاني والثالث من قسم اللغة العربية والدراسات الإسلامية، جامعة حيفا.
في عام 2011، حصلت على منحة "معوف" للمحاضرين العرب المتميزين من قبل مجلس التعليم العالي.
تركزت أبحاث عرين حول الأدب والمذاهب الصوفية في العصور الوسطى، دور المرأة ومكانتها في الصوفية المبكرة، والسير الذاتية الصوفية، والصوفية والمجتمع في الإسلام في العصور الوسطى المبكرة.
نشرت عشرات المقالات في المجلات العلمية المحلية والعالمية وألّفت كتابين: "بين سير وطير"، (التنظير، حياة الجماعة، وبنى المؤسسة في تصوف أبي حفص عمر السهروردي)، (بيروت، 2012) والتصوف والتقوى الإسلامية المبكرة: الديناميات الشخصية والمجتمعية (كامبريدج، 2018).
عرين سلامة- قدسي، هي محاضرة كبيرة ورئيسة قسم اللّغة العربيّة وآدابها في جامعة حيفا.  وتركزت أبحاثها على الفِكر الإسلاميّ والتصوّف في العصور الوسطى.
في عام 2009 أنهت اللقب الثالث في الدكتوراه، فازت بمنحة دراسية من صندوق دانجور (Dangoor) لدراسة الدّيانات التّوحيديّة في جامعة بار إيلان وبمنحة بوست دكتوراه من لجنة التخطيط والميزانية التابعة لمجلس التعليم العالي. في عام 2011 فازت بمنحة مَعوف للعلماء الشّباب المتفوّقين من الوسط العربيّ، ممّا مكّنها من الانضمام الى قسم اللّغة العربيّة وآدابها في الجامعة كمحاضِرة.
تدرّس في القسم مساقات في مجالات: الأدب العربيّ الكلاسيكيّ، فِكر الإمام الغزالي (ت. 1111) وأعمالِه، الروحانيّات الإسلاميّة، أدب الزّهد، نظريّات الحبّ والحبّ الإلهيّ، المرأة في الإسلام، النّساء في التّصوّف وتصوّف النّساء.
في مساقاتها المختلفة تشجّع طلّابها على التّأمّل في مظاهر الثّراء والتّنوُّع في الثّقافة الإسلاميّة، وعلى تطوير التّفكير النّاقد تجاه المصادر التي تعكس مجالات معرفيّة مختلفة مثل: كتب الأدب، السّير الذّاتيّة، نصوص الرّحلة، الرّسائل والكتب التّعليميّة الدّينيّة، التّواريخ، وأدب تفسير القرآن.
مجالات بحثها: يتمحور بحثها حول الإسلام في العصور الوسطى، الفكر الإسلاميّ الدّينيّ والباطنيّ، علم الكلام الإسلاميّ، الشّعر الدّيني، والنّثر العربيّ الكلاسيكيّ. تتضمّن قائمة منشوراتها العديد من المقالات الّتي تسلّط الضّوء على الشّخصيّات الرّئيسيّة في التّصوّف الإسلاميّ القديم، مثل: أبي حفص السّهرورديّ (ت. 1234) ، سمنون بن حمزة المعروف باسم سمنون المحب (ت. 910) ، والجنيد البغداديّ (ت. 910) ، وتأثير الأخير على الفكر الإسلاميّ معروف ومستمرّ حتّى يومنا هذا.
مؤخّرًا، فازت بمنحة مدّتها ثلاث سنوات من مؤسسة العلوم الوطنية (ISF) لتمويل بحث يهدف إلى تجميع ودراسة المراسلات التي دارت بين المتصوفة كمصدر لبحث العلاقات والرّوابط في الأوساط الصوفية المبكرة. ويُتوقّع أن يُقدّم هذا البحث وجهات نظر جديدة في مجال دراسة التصوّف الإسلاميّ.
إلى جانب المقالات، قامت بنشر كتابين حتّى الآن: الأوّل صدر في بيروت عام 2012، ويتمحور حول حياة أبيها حفص السّهرورديّ وتنظيره الصوفي: بين سير وطير: التَّنظير، حياة الجماعة، وبُنى المؤسّسة في تصوُّف أبيها حفص السُّهروردي (بيروت: دار الكتب العلمية، 2012). أما الكتاب الثاني فنُشر عام 2019، ويتمحور حول الجوانب الشّخصيّة والمجتمعيّة للتّصوّف الإسلاميّ المبكّر.

## كتبها[1]
1. عرين سلامة-قدسي. بين سير وطير: التنظير، حياة الجماعة وبُنى المؤسسة في تصوف أبي حفص عمر السُّهروردي. بيروت: دار الكتب العلمية، 2012.
2. عرين سلامة-قدسي. الصوفية والتقوى الإسلامية المبكرة: الديناميكيات الشخصية والمجتمعية. كامبريدج ونيو يورك , مطبعة كامبريدج 2019
مقالات:
1.عرين سلامة-قدسي. "الثقافة الروحية للطعام: عادات الأكل في الصوفية المبكرة ".
2. عرين سلامة-قدسي."وصية ابي القاسم القشيري للصوفية المبتدئين: شهادة على الصوفية في القرن الخامس /الحادي عشر".
3.عرين سلامة-قدسي."لحسته النار": سمنون بن حمزة والحب العاطفي في الصوفية في القرن    الثالث / التاسع ".المساك:مجلة البحر الأبيض المتوسط في العصور الوسطى 2020.
4.عرين سلامة-قدسي."روضة المريدين لأبي جعفر بن يزدانيار: نظرة عامة على دليل صوفي مجهول في القرن الخامس /الحادي عشر ".مجلة الجمعية الملكية الآسيوية.  
5.عرين سلامة-قدسي." تبادل الرسائل في  الصوفية المبكرة : ملاحظات أولية". نشرة مدرسة الدراسات الشرقية والأفريقية .
.